# Luís Melo (político)
Luís Melo (Bissau, 12 de maio de 1958) é um político da Guiné Bissau. Foi presidente da câmara municipal de Bissau de 2018 a 2019. É membro do comitê central do PAIGC.

## Biografia
Formou-se na Administração Pública, em 1985. Participou várias vezes no governo, dirigindo várias pastas governamentais a nível de Secretarias de Estado, entre 1981 e 1987. Entre 1997/2000 foi deputado da nação e membro da Comissão Especializada para os Assuntos Económicos da ANP e posteriormente Secretário da Comissão. Foi vogal do conselho de administração das empresas Guiné Telecom e Guinetel. E chegou a desempenhar a função do Secretário-geral do Ministério do Interior, entre 2008/2009. Foi Conselheiro do Primeiro-ministro para as áreas da defesa e segurança, entre 2014/2016. Membro do Comité Central do PAIGC. Foi presidente da Câmara Municipal de Bissau. Desempenhou a função do ministro da Defesa no governo liderado por Aristides Gomes.